# Super Crooks (serie de televisión)
Super Crooks es serie de anime de superhéroes, comedia y drama producida por el estudio de animación japonés BONES (My Hero Academia, Mob Psycho 100, Fullmetal Alchemist) escrita por Mark Millar e ilustrada por Leinil Yu que se estrenó en Netflix en noviembre del 2021. Según Millar, la serie tiene lugar en el mismo mundo ficticio de Jupiter's Legacy, pero se centra en unos villanos.